# Thục Gia Hoàng quý phi
Thục Gia Hoàng quý phi (chữ Hán: 淑嘉皇貴妃, 14 tháng 9 năm 1713 - 17 tháng 12 năm 1755), Kim Giai thị (金佳氏), Chính Hoàng kỳ Bao y, là một phi tần người gốc Triều Tiên của Thanh Cao Tông Càn Long Đế.

## Tiểu sử

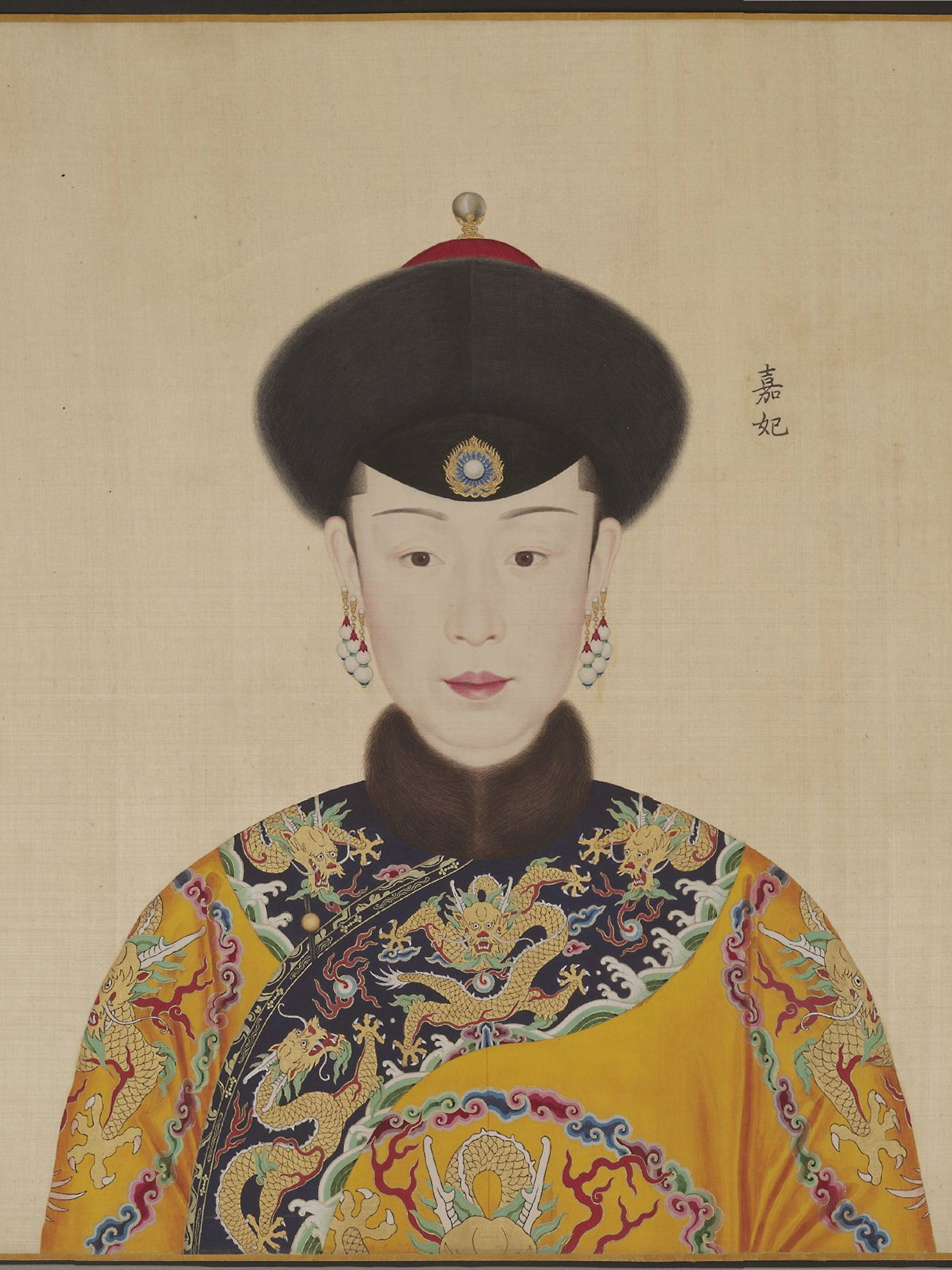
Thục Gia Hoàng quý phi Kim Giai thị

Thục Gia Hoàng quý phi Kim Giai thị, nguyên là Kim thị, sinh vào ngày 25 tháng 7 (âm lịch) năm Khang Hi thứ 52, xuất thân Chính Hoàng kỳ Bao y, là hậu duệ một gia tộc người Triều Tiên, nguyên gốc hiện ở Nghĩa Châu.
Sau sự kiện Đinh Mão chi dịch (丁卯戰爭) xảy ra năm 1617, tổ tiên bà đến cậy nhờ Hậu Kim, sinh sống ở vùng Đông Bắc, do vậy về căn bản Kim thị là một Mãn Châu nữ tử gần như thuần chủng. Nhà Thanh thiết lập Cao Ly Tá lĩnh (高丽佐领), là xếp dòng dõi của bà vào hệ này, cũng xem là trở thành chân chính Mãn Châu sĩ phu. Căn cứ 《Mãn Châu Bát Kỳ thị tộc thông phổ - 满洲八旗氏族通谱》 ghi lại, Cao Ly Tá lĩnh, là Tá lĩnh độc nhất ở Nội vụ Phủ, đều lệ thuộc Chính Hoàng kỳ Bao y đệ Tứ Tham lĩnh (正黄旗包衣第四参领), sở hữu 43 dòng họ khác nhau, trong đó Kim thị và Hàn thị là 2 họ hiển hách nhất. Hai gia tộc đều lấy quân công lập nghiệp, cũng hoạch phong thế chức, do vậy Mãn Châu quý tộc đối với họ rất ưu ái cùng coi trọng, trở thành sĩ tộc có ảnh hưởng trong xã hội.
Theo 《Bát Kỳ thông chí》 cuốn 4, Kỳ phân chí ghi lại: năm đầu Thiên Thông (1627), tằng tổ phụ của Thục Gia Hoàng quý phi Tam Đạt Lễ (三达礼), khi đó tùy trưởng huynh Tân Đạt Lễ (辛达礼) quy phụ Hậu Kim, lấy làm quan phiên dịch. Đương Hoàng Thái Cực quy mô dụng binh Triều Tiên bán đảo, do vậy cho quy phục Chính Hoàng kỳ Bao y, nhậm Cao Ly Tá lĩnh, Tân Đạt Lễ nhậm Cao Ly đệ Nhị Tá lĩnh, kiêm Nội vụ Phủ Tam kỳ Hỏa doanh Tổng quản sự. Tổ phụ Thượng Minh (尚明) không rõ sự tích. Cha của Kim thị là Thượng Tứ Viện Khanh Kim Tam Bảo (金三寶), từng là Tuần thị Trường lô diêm chính (巡视长芦盐政), sau thăng Võ Bị viện Khanh, kiêm nhậm Công trung Tá lĩnh (公中佐领), nhậm Đệ Tam Tá lĩnh kiêm Đệ Tứ Tá lĩnh. Anh trai trưởng Kim Đỉnh (金鼎) từng nhậm Lam Linh Thị vệ (蓝翎侍卫), thứ huynh Kim Huy (金辉) từng nhậm Mãn Tả Thị lang của bộ Binh, anh út là tương lai Lễ bộ Thượng thư Kim Giản.
Do là Bao y thuộc Nội vụ phủ, Kim thị sẽ thông qua Nội vụ phủ tuyển tú nhập cung làm cung nữ, và thông qua đó có lẽ Kim thị đã hầu hạ Hoàng tứ tử Hoằng Lịch, nhận danh phận làm Cách cách, nhưng không rõ thời gian chính xác mà bà bắt đầu theo hầu ông. Khoảng năm Ung Chính thứ 5 (1727), tài liệu ghi nhận trong viện của Hoàng tứ tử Hoằng Lịch đã có tám đến chín vị Cách cách, Kim thị có khả năng là một trong số đó.

## Đại Thanh tần phi

### Từ vị Quý nhân
Năm Ung Chính thứ 13 (1735), ngày 3 tháng 9 (âm lịch), Bảo Thân vương Hoằng Lịch đăng cơ, sử gọi [Càn Long Đế] . Cùng ngày, tôn Hi quý phi Nữu Hỗ Lộc thị làm Hoàng thái hậu, lập Đích Phúc tấn Phú Sát thị làm Hoàng hậu.
Sang ngày 24 tháng 9 (âm lịch) cùng năm, chỉ dụ tấn các phi tần khác từ Tiềm để, trong đó Trắc phúc tấn Cao thị làm Quý phi, Trắc phúc tấn Na Lạp thị làm Phi, Cách cách Tô thị cùng Cách cách Hoàng thị đều làm Tần, còn Cách cách Kim thị được chỉ định làm Quý nhân. Dưới Kim thị, Cách cách Hải thị cùng Cách cách Trần thị đều thụ phong Thường tại.. Vị trí của Kim thị vào lúc này không tính là quá cao trong hậu cung của Càn Long Đế khi ấy.
Năm Càn Long thứ 2 (1737), tháng 11, Càn Long Đế quyết định gia ân hậu cung, trừ Quý phi Cao thị, Nhàn phi Na Lạp và Quý nhân Hải thị thì tất cả các Hậu phi khác đều thăng một cấp, trong đó Kim Quý nhân thành Tần. Khi định huy hiệu, Nội vụ phủ soạn ra 4 huy hiệu lần lượt là 「Lệnh; 令」; 「Uyển; 婉」; 「Gia; 嘉」và 「Túy; 粹」, sau cùng định chọn Gia tần (嘉嫔). Theo Hồng xưng thông dụng của Nội vụ phủ, chữ "Gia" có Mãn văn là 「Gitulkhan」, có nghĩa là "đáng khen". Ngày 4 tháng 12 (âm lịch) cùng năm đó, lấy Lễ bộ Thượng thư Nhậm Lan Chi (任兰枝) làm Chính sứ, Nội Các Học sĩ Ngô Gia Kỳ (吴家骐) làm Phó sứ, tiến hành lễ sách phong.
Năm Càn Long thứ 4 (1739), ngày 14 tháng 1 (tức ngày 21 tháng 2 dương lịch), giờ Mão, hạ sinh Hoàng tứ tử Vĩnh Thành, là vị hoàng tử đầu tiên của Càn Long Đế sau khi đăng cơ. Năm thứ 6 (1741), ngày 13 tháng 2, chỉ dụ tấn Gia tần lên làm Phi, cùng lúc đó Quý nhân Hải thị, Quý nhân Bách thị cùng Quý nhân Diệp Hách Lặc thị đều lên Tần. Cùng năm tháng 11, lấy Lễ bộ Thượng thư Tam Thái (三泰) làm Chính sứ, Lễ bộ Thị lang Mãn Sắc (满色) làm Phó sứ, hành sắc phong lễ. Năm Càn Long thứ 11 (1746), ngày 15 tháng 10, giờ Ngọ, bà sinh hạ Hoàng bát tử Vĩnh Tuyền.

### Thụ tấn Quý phi
Năm Càn Long thứ 13 (1748), Càn Long Đế đại phong nhiều phi tần trong hậu cung, dụ tấn Gia phi Kim thị thành Quý phi.
Năm Càn Long thứ 14 (1749), ngày 8 tháng 4 (âm lịch), lấy Đại học sĩ Sử Di Trực (史贻直) làm Chính sứ, Lễ bộ Thượng thư Vương An Quốc (王安国) làm Phó sứ, hành sắc phong Quý phi đại lễ.

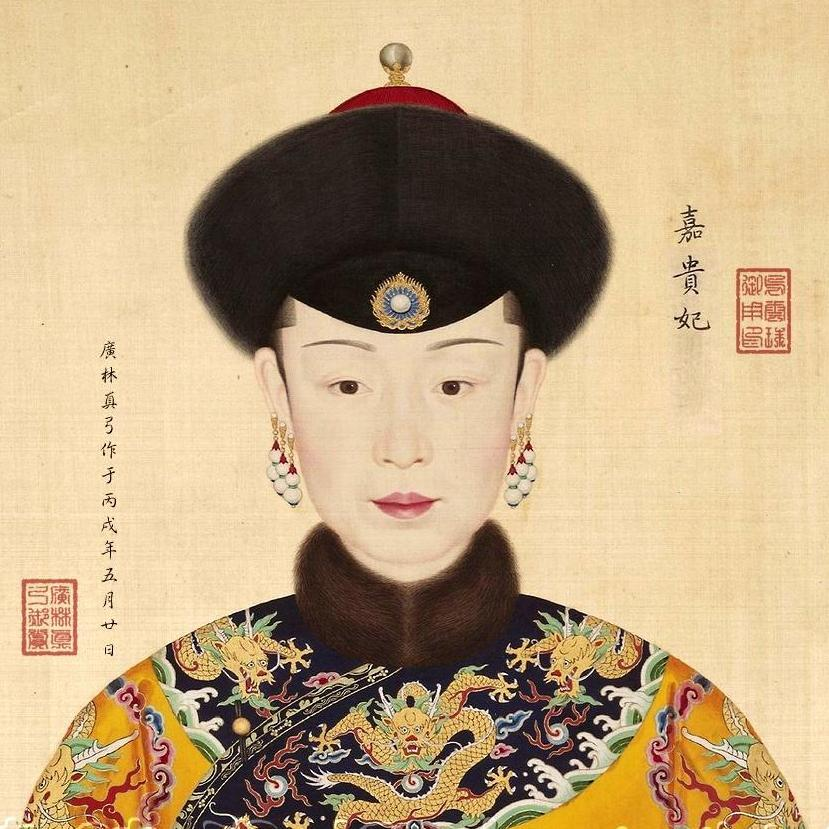
Gia Quý phi Kim thị khi sách phong

Do có tiền lệ của Tuệ Hiền Hoàng quý phi Cao thị được sách phong cùng ngày với Hiếu Hiền Thuần Hoàng hậu, quan viên bộ Lễ xin Càn Long Đế án theo mà cho Gia Quý phi nhận triều bái của Công chúa, Thân vương Phúc tấn cùng Cáo mệnh phu nhân trong đại lễ. Tuy nhiên, Càn Long Đế khước từ, ông lấy lý do nếu Công chúa, Thân vương Phúc tấn cùng Cáo mệnh phu nhân vào triều bái Hoàng quý phi Nhiếp lục cung sự Na Lạp thị, mà Gia Quý phi cũng nhận lễ thì sẽ không thể phân biệt chính thứ, bên cạnh đó Thuần Quý phi Tô thị khi sách phong Quý phi lúc trước cũng chưa từng được nhận qua triều bái như vậy. Có hai lý do này, nên Càn Long Đế đã quy định vào Hội điển từ đó rằng: 
- [乾隆十四年四月初六日，上谕：礼部所进册封皇贵妃摄六宫事及晋封贵妃仪注内称，公主、王妃、命妇俱诣皇贵妃、贵妃宫行礼等语。从前皇考时册封敦肃皇贵妃为贵妃，公主、王妃、命妇等俱曾行礼。乾隆二年册封慧贤皇贵妃为贵妃，亦照例行礼。至乾隆十年今皇贵妃及纯贵妃晋封贵妃时，则未经行礼。朕意初封即系贵妃者，公主、王妃、命妇自应加敬行礼。若由妃晋封者，仪节较当略减，此一定之差等。且今皇贵妃及嘉贵妃同日受封，而公主、王妃、命妇行礼略无分别，于礼制亦未允协。嘉贵妃前著照纯贵妃之例，不必行礼。将此载入会典。]
- Năm Càn Long thứ 14, ngày 6 tháng 4. Thượng dụ: Lễ bộ tiến lời rằng, sách phong Hoàng quý phi Nhiếp lục cung sự và tấn phong Quý phi, nghi chú nội xưng, thỉnh cho các Công chúa, Vương phi, Mệnh phụ đều đến trước Hoàng quý phi và Quý phi hành lễ. Từ trước, Hoàng khảo khi sách phong Đôn Túc Hoàng quý phi làm Quý phi; thì các Công chúa, Vương phi cùng Mệnh phụ đều từng hành lễ. Càn Long năm thứ 2, sách phong Tuệ Hiền Hoàng quý phi làm Quý phi, cũng theo thường lệ hành lễ. Đến Càn Long năm thứ 10, Hoàng quý phi cùng Thuần Quý phi đồng thời tấn phong Quý phi, nhưng cũng chưa từng được hành lễ qua. Trẫm muốn rằng, người được sơ phong Quý phi, thì Công chúa, Vương phi cùng Mệnh phụ nên ứng thêm cung kính mà hành lễ. Nếu từ Phi tấn phong lên, nghi tiết dĩ nhiên nên có lược giảm, nhất định phải kém hơn một bậc. Đến nay, Hoàng quý phi Nhiếp lục cung sự và Gia Quý phi thụ phong cùng ngày, mà Công chúa, Vương phi cùng Mệnh phụ hành lễ không phân biệt thì lễ chế cũng không duẫn hiệp. Gia Quý phi nên chiếu theo lệ của Thuần Quý phi năm ấy, (các Công chúa, Vương phi cùng Mệnh phụ) đều không cần hành lễ. Đem việc này ghi vào Hội điển.

Năm đó, ngày 9 tháng 7, giờ Hợi, hạ sinh Hoàng cửu tử. Năm sau (1749), ngày 27 tháng 4, Hoàng tử hoăng thệ, an táng cùng chỗ với Đoan Tuệ Hoàng thái tử Vĩnh Liễn.
Năm Càn Long thứ 17 (1751), ngày 7 tháng 2, giờ Thân, hạ sinh Hoàng thập nhất tử Vĩnh Tinh. Cùng năm, ngày 25 tháng 7 là sinh nhật của Gia Quý phi, được thưởng 81 kiện vật phẩm theo lệ. Cũng trong năm ấy, ngày 27 tháng 10, kim quan của 3 vị Hiếu Hiền Thuần hoàng hậu, Tuệ Hiền Hoàng quý phi và Triết Mẫn Hoàng quý phi được đưa đến Dụ lăng, Kế Hoàng hậu Na Lạp thị cùng Gia Quý phi Kim thị, Di tần Bách thị và Dĩnh tần Ba Lâm thị tùy Càn Long Đế tham gia lễ phụng an. Gia Quý phi còn cùng Hoàng hậu bồi giá Càn Long Đế đích thân khảo sát địa cung của Dụ lăng.

### Truy phong Hoàng quý phi
Năm Càn Long thứ 20 (1755), khi đứa con trai thứ 4 của bà được 4 tuổi, vào ngày 15 tháng 11 (âm lịch), Gia Quý phi Kim thị lâm trọng bệnh và qua đời, hưởng dương 42 tuổi. Sang ngày hôm sau, tức ngày 16 tháng 11, bà được Càn Long Đế dẫn chỉ dụ của Sùng Khánh Hoàng thái hậu, truy phong thành Hoàng quý phi. Đến ngày 17 tháng 11, chính thức sách truy thụy hiệu là Thục Gia Hoàng quý phi (淑嘉皇貴妃), sang tháng 12 thì khiển quan tế cáo Thái miếu và Phụng Tiên điện. Theo Hồng xưng thông dụng của Nội vụ phủ, "Thục" có âm Mãn là 「Nemgiyen」, có nghĩa là "dịu dàng", "uyển thuận". Kim quan của bà tạm an ở Tĩnh An trang.
Năm Càn Long thứ 22(1755), ngày 2 tháng 11, kim quan của Thục Gia Hoàng quý phi được an táng vào địa cung của Dụ lăng, Thanh Đông lăng. Bà là 1 trong 5 hậu phi được an táng ở Dụ lăng phi viên tẩm cùng Càn Long Đế, bên cạnh Hiếu Hiền Thuần Hoàng hậu, Hiếu Nghi Thuần Hoàng hậu, Tuệ Hiền Hoàng quý phi và Triết Mẫn Hoàng quý phi. Thần bài của bà được đặt ở Tây Noãn các trong Long Ân điện (隆恩殿), phía Tây bài vị của Tuệ Hiền Hoàng quý phi (ở giữa Noãn các), và phía Đông, cũng là đối diện chính là bài vị của Triết Mẫn Hoàng quý phi.

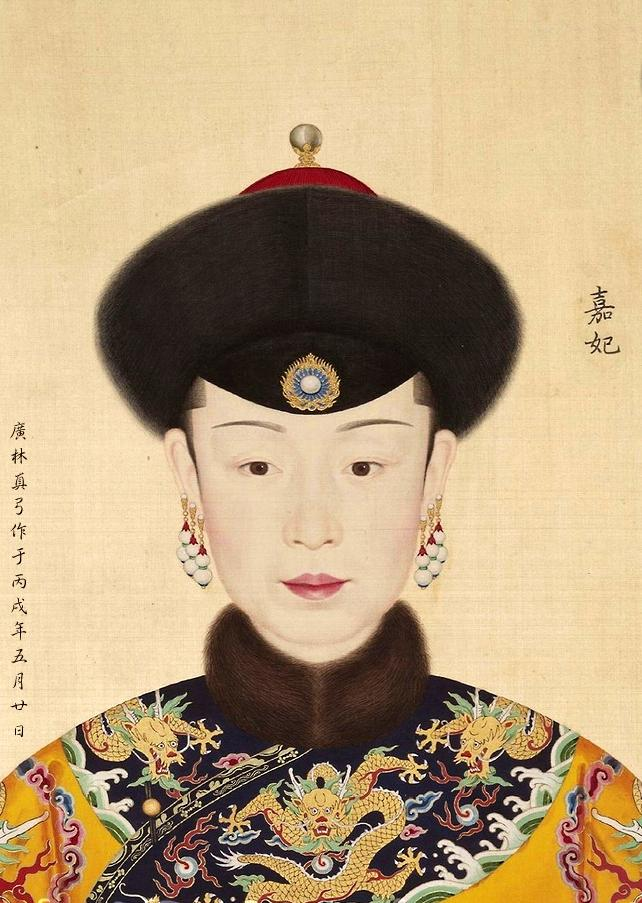
Thục Gia Hoàng quý phi

Vào đời Gia Khánh, gia tộc của bà được thoát khỏi thân phận Bao y, trở thành Mãn Châu Chính Hoàng kỳ, nhập Thượng Tam kỳ. Đến năm Gia Khánh thứ 23, Hoàng đế truyền chỉ chính thức sửa tên Kim Thị thành Kim Giai thị trong ngọc điệp hoàng gia. Từ đây gia tộc trở nên hưng thịnh, Kim Giản lần lượt nhậm Tương Hoàng kỳ Hán quân Đô thống, rồi Lại bộ Thượng thư. Con là Ôn Bố (缊布), sơ thụ Bái đường a, Lam Linh Thị vệ, Tổng binh trấn Thái Ninh, Nội vụ Phủ đại thần, Võ Anh điện Tổng đài quan, Tương Hồng kỳ Hán quân Phó đô thống, Công bộ Thị lang, Chính Hồng kỳ Mông Cổ Phó đô thống, cuối cùng là Thượng thư bộ Hộ. Cháu Thiện Ninh (善宁), tập nhậm Thế quản Tá lĩnh, còn Kim Huy từng nhậm Tả Thị lang bộ Binh. Gia tộc từ khi liên hôn hoàng thất, dần dần phát đạt.

## Hậu duệ
1. Hoàng tứ tử Vĩnh Thành [永珹; 14 tháng 1 năm 1739 - 2 tháng 2 năm 1777], được chỉ định làm con thừa tự của Lý Ý Thân vương Dận Đào, con trai thứ 12 của Thanh Thánh Tổ, phong [Lý Quận vương; 履郡王]. Sau khi mất, thụy hiệu Lý Đoan Thân vương (履端亲王).
2. Hoàng bát tử Vĩnh Tuyền [永璇; 15 tháng 10 năm 1746 - 7 tháng 8 năm 1832], được đánh giá là một người ham mê tửu sắc, chân lại có tật, vì vậy ông không thích hợp ở ngôi Thái tử theo lời của Càn Long Đế. Mãi đến năm Càn Long thứ 44 (1779), Hoàng tử Vĩnh Tuyền mới được thăng làm [Nghi Quận vương; 儀郡王]. Ông giữ chức này tới năm 1797 thì được Gia Khánh Đế tấn phong thành [Nghi Thân vương; 儀亲王]. Thụy hiệu là Nghi Thận Thân vương (儀慎亲王). Ông là hoàng tử sống thọ nhất (86 tuổi) trong số 17 vị hoàng tử của Càn Long Đế
3. Hoàng cửu tử [皇九子; 9 tháng 7 năm 1748 - 27 tháng 4 năm 1749], chết yểu chưa đặt tên, chôn chung chỗ Đoan Tuệ hoàng thái tử Vĩnh Liễn.
4. Hoàng thập nhất tử Vĩnh Tinh [永瑆; 7 tháng 2 năm 1751 - 30 tháng 3 năm 1823], giỏi thư pháp, ông được liệt vào một trong Tứ đại thư pháp trứ danh thời bấy giờ, 3 vị còn lại là Bàng Cương (方纲), Lưu Dung (刘墉), Thiết Bảo (铁保). Năm Càn Long thứ 53 (1789), ông được phong [Thành Thân vương; 成亲王]. Sau khi qua đời, thụy hiệu đầy đủ là Thành Triết Thân vương (成哲亲王).

## Trong văn hóa đại chúng
| Năm  | Phim ảnh truyền hình     | Diễn viên      | Nhân vật                 |
| 2005 | 《Thiếu niên Gia Khánh》 | Nhạc Tú Thanh  | Gia Quý phi              |
| 2018 | 《Như Ý truyện》         | Tân Chỉ Lôi    | Kim Ngọc Nghiên (金玉妍) |
| 2018 | 《Diên Hi công lược》    | Phan Thời Thất | Gia tần và Tiểu Gia tần  |